# Barbicornis dibaphina
Barbicornis dibaphina är en fjärilsart som beskrevs av Butler 1873. Barbicornis dibaphina ingår i släktet Barbicornis och familjen Riodinidae. Inga underarter finns listade i Catalogue of Life.